# Pershing Square Capital Management
Pershing Square Capital Management  è una società statunitense di gestione di hedge fund fondata e gestita da Bill Ackman, con sede a New York.
Secondo Institutional Investor nel 2022 gestiva un patrimonio (AUM) di 18,5 miliardi di dollari.

## Storia
Nel 2004, con un finanziamento di 54 milioni di dollari proveniente dai suoi fondi personali e dall'ex socio in affari Leucadia National, Ackman ha avviato Pershing Square Capital Management. 
Ackman è noto per assumere persone al di fuori dell'ambito finanziario tradizionale; per esempio, tra i suoi professionisti figurano un'ex guida di pesca a mosca, un ex professionista di tennis e "un uomo che ha incontrato in un taxi". 
Nell'ottobre 2014, Ackman ha lanciato un fondo chiuso con sede nel Regno Unito, Pershing Square Holdings, quotato alla Borsa di Londra.

## Investimenti
Pershing ha lanciato campagne di attivismo contro McDonald's, Wendy's e Herbalife.

### Da Wendy's a Netflix
Nel 2005, Pershing ha acquistato una quota significativa nella catena di fast food Wendy's International e ha esercitato, con successo, pressioni affinché fosse venduta la catena di ciambelle Tim Horton's. Wendy's ha scorporato la catena canadese di ristoranti di ciambelle attraverso una IPO nel 2006 e ha raccolto 670 milioni di dollari per gli investitori di Wendy. Dopo che Ackman ha venduto le sue azioni con un notevole profitto in seguito ad una disputa sulla successione esecutiva, il prezzo delle azioni è crollato e le critiche sollevate hanno lasciato l'azienda in una posizione di mercato più debole. Ackman ha attribuito la scarsa prestazione al nuovo vertice aziendale.
Nel dicembre 2007, i suoi fondi possedevano una partecipazione del 10% in Target Corporation, valutata 4,2 miliardi di dollari attraverso l'acquisto di azioni e derivati.  Il 9 gennaio 2009, il fondo ha rilevato una quota di proprietà del 7,4% in General Growth Properties (GGP) secondo i documenti depositati presso la SEC, diventando il secondo maggiore azionista dietro Brookfield Asset Management. Il fondo scommetteva sul fallimento della società in modo tale da lasciare intatti i suoi azionisti.  Nel novembre 2010, Pershing Square ha aiutato la società a uscire dalla protezione dal fallimento del Capitolo 11. Nell'agosto 2012 il fondo deteneva la proprietà effettiva del 7,7% delle azioni di General Growth.
Nel 2010, Pershing Square ha acquisito grandi quote di proprietà in JC Penney e Canadian Pacific Railway. Nel dicembre 2010, i suoi fondi detenevano una partecipazione del 38% in Borders Group e il 6 dicembre 2010 Ackman ha finanziato l'acquisizione di Barnes & Noble per 900 milioni di dollari.
Nel luglio 2012, Ackman ha confermato alla CNBC di aver acquisito azioni di Procter & Gamble per un valore di circa 1,8 miliardi di dollari, una quota dell'1% nella società, con l'idea di assumere un ruolo di attivista all'interno dell'azienda. Pershing Square ha successivamente ridotto la propria partecipazione in Procter & Gamble, che alla fine del 2013 era valutata a circa 60 milioni di dollari.
Nel primo trimestre del 2016, l'hedge fund ha registrato la "più grande perdita trimestrale di sempre" del 25%, in parte a causa della sua partecipazione del 9% in Valeant Pharmaceuticals International. Ackman, entrato nel consiglio di amministrazione di Valeant nel marzo 2016, ha commentato così la perdita dell'88% della società dall'agosto 2015: "Si tratterà di un ginocchio gravemente graffiato che potrebbe anche richiedere punti di sutura, ma non è in pericolo di vita... Dovremmo essere in grado di recuperare gran parte del nostro investimento, se non tutto, nel tempo".  In seguito Pershing Square ha venduto tutta la sua partecipazione in Valeant con una perdita totale di 4 miliardi di dollari.
Nel settembre 2016, Pershing Square ha continuato a investire nel fast food acquistando una partecipazione del 9,9% in Chipotle Mexican Grill e arrivando nel marzo 2018 a detenere una partecipazione del 10,3% in Chipotle. Nel 2018, Ackman ha investito 500 milioni di dollari nella divisione quotata in borsa di Pershing Square Capital Management affermando che era significativamente sottovalutata a circa 15 dollari per azione. A settembre 2019, il fondo ha reso il 54,5% con un prezzo delle azioni di 19,10 dollari, il più alto dal gennaio 2016.
Nel marzo 2020, Pershing Square ha scommesso 2,6 miliardi di dollari (2,2 miliardi di sterline) sul rischio di un crollo del mercato. Qualche mese più tardi, nel novembre 2020, Pershing Square ha preso posizione contro il credito aziendale.
Nell’aprile 2022, Pershing Square ha perso oltre 430 milioni di dollari su Netflix dopo appena tre mesi dall'investimento.
Nell'agosto 2023, Ackman ha affermato che Pershing Square ha preso una "posizione corta" sui buoni del Tesoro trentennali attraverso opzioni invece di vendere allo scoperto le obbligazioni, scommettendo che l'inflazione a lungo termine si stabilizzerà di circa 100 punti in più rispetto all'obiettivo del 2% della Federal Reserve.

### Herbalife
Nel dicembre 2012, Ackman annunciò che l'azienda aveva fatto una scommessa breve da 1 miliardo di dollari contro Herbalife, un produttore di integratori vitaminici e dimagranti, definendo l'azienda con uno "schema piramidale".  Dopo che l'investitore miliardario Carl Icahn ha acquistato una partecipazione nella società nel gennaio 2013, il prezzo delle azioni è aumentato di quasi il 13% e l'investimento è stato visto dagli analisti come il peggior investimento mai effettuato dall'azienda.  Dopo una persistente campagna politica e finanziata da parte di Ackman, la Federal Trade Commission ha avviato un'indagine civile su Herbalife, causando un calo delle sue azioni.  Nell'aprile 2014, Reuters ha riferito che, secondo le sue fonti, l'FBI aveva condotto un'indagine su Herbalife ed esaminato i documenti ottenuti dagli ex distributori dell'azienda.
Nel marzo 2015, il giudice distrettuale statunitense Dale Fischer ha respinto una causa intentata dagli investitori Herbalife secondo cui la società stava gestendo l'attività con uno schema piramidale illegale. Il 12 marzo 2015 Ackman è stato indagato dai procuratori federali e dall'FBI; Ackman ha dichiarato che non si sarebbe tirato indietro dalle sue affermazioni contro Herbalife.